# Riviera del Conero

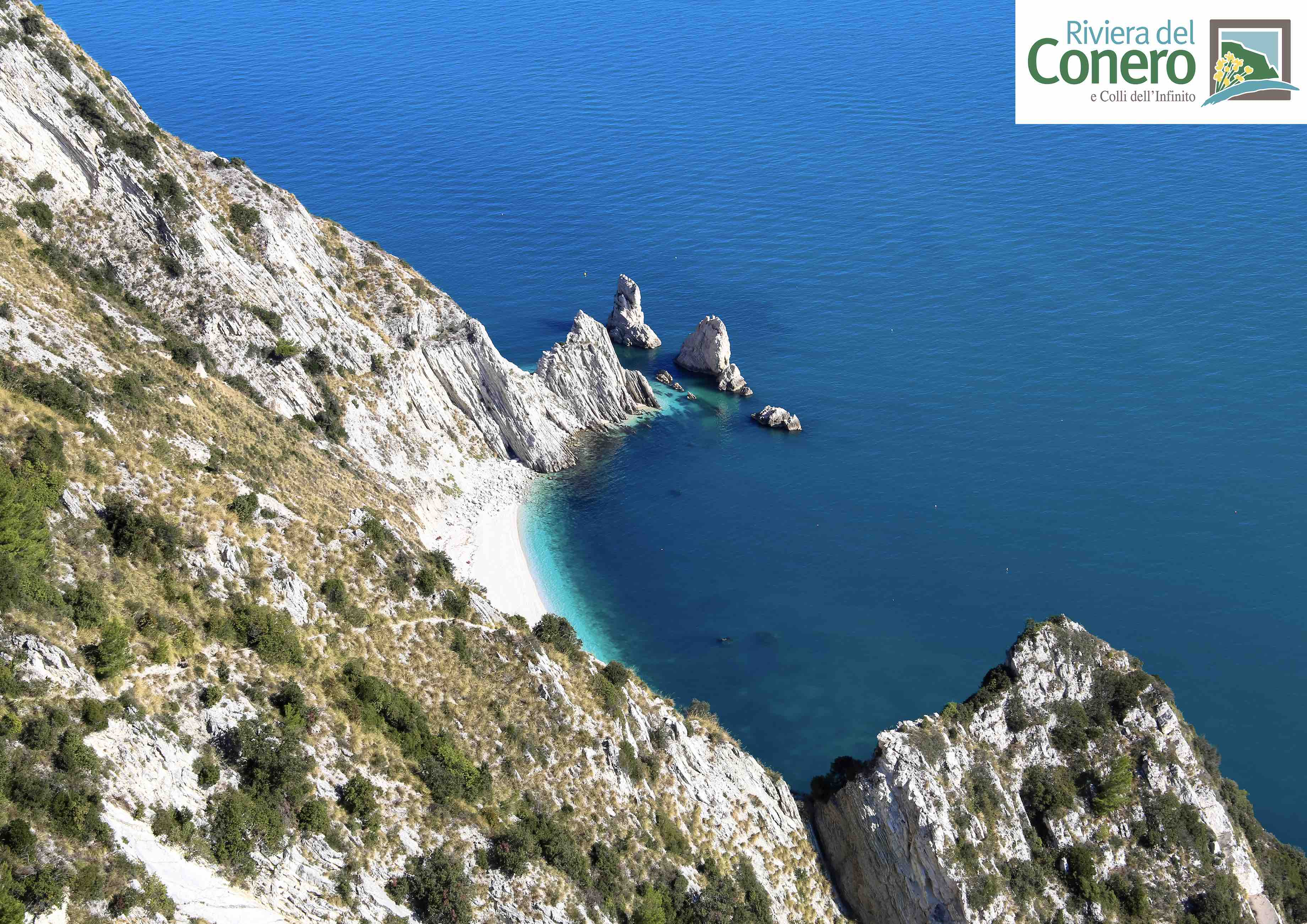
Spiaggia delle Due Sorelle vista dal Belvedere del Passo del Lupo - Parco del Conero

La Riviera del Conero (pronuncia: Cònero) è il tratto di costa dell'Adriatico, alto e roccioso, che dal porto della città di Ancona giunge sino a quello di Numana. Prende nome da Monte Conero, che forma l'omonimo promontorio a picco sul mare, ricco di insenature e piccole spiagge rocciose o sassose; ha uno sviluppo costiero di circa venti chilometri. Il territorio è protetto dal Parco regionale del Conero.

## Storia

### La Riviera del Conero

L'edificio ove era la sede dell'Azienda di Soggiorno e Turismo "Riviera del Cònero"

Si cominciò a parlare di "Riviera del Conero" negli anni sessanta del Novecento, con l'istituzione dell'omonima Azienda di Cura, Soggiorno e Turismo, che si proponeva di promuovere il turismo dei quattro comuni dell'area del Conero: Ancona, Sirolo, Numana, Camerano; esso era allora in fase di grande sviluppo, ed era necessario fornire assistenza ai villeggianti.
Quando nel 1988 il consiglio regionale delle Marche decretò lo scioglimento delle aziende autonome di cura, soggiorno e turismo, l'espressione "Riviera del Cònero" era ormai entrata nell'uso corrente.

### L'associazione di promozione turistica "Riviera del Conero e Colli dell'Infinito"
Dagli anni Duemila alcuni comuni marchigiani hanno formato un'associazione che ha lo scopo di promuovere il turismo e di gestire le attività di prima accoglienza e gli uffici informazioni nei propri territori. Data la notorietà raggiunta dalla Riviera del Conero, tale associazione ne prese il nome. Oltre ai suddetti quattro comuni dell'area del Conero ne sono poi entrati a far parte anche 12 comuni limitrofi: Porto Recanati, Potenza Picena, Recanati, Loreto, Castelfidardo, Osimo, Filottrano, Montefano, Offagna, Agugliano, Polverigi, Santa Maria Nuova.
Proprio l'entrata di Recanati nell'associazione ha determinato il cambio del nome dell'associazione in Riviera del Conero e Colli dell'Infinito, per ricordare la notissima poesia L'infinito, di Giacomo Leopardi, nato a Recanati. Tale distretto turistico è stato riconosciuto ufficialmente dal Ministero dei Beni Culturali nell'anno 2016.

### Proposta di inserimento tra i Patrimoni dell'Umanità UNESCO
Nel 2018 la regione Marche ha aperto la pratica per il riconoscimento della Riviera del Conero come patrimonio dell'umanità, accogliendo la proposta lanciata inizialmente dall'associazione "Le Cento Città". Ogni qual volta che per un sito si apre una pratica di inserimento alla lista UNESCO dei patrimoni dell'umanità, è necessario che esso debba essere considerato di "eccezionale valore universale" e soddisfare almeno uno di dieci criteri. Nel caso della Riviera del Conero essi sono:
- "essere un esempio eminente dell'interazione umana con l'ambiente" (V criterio)
- "rappresentare dei fenomeni naturali o atmosfere di una bellezza naturale e di una importanza estetica eccezionale" (VII criterio)
- "contenere gli habitat naturali più rappresentativi e più importanti per la conservazione delle biodiversità, compresi gli spazi minacciati aventi un particolare valore universale eccezionale dal punto di vista della scienza e della conservazione" (X criterio).

Nel 2020, in occasione del forum delle città dello Ionio e dell’Adriatico, la proposta del Conero patrimonio dell'umanità è stata rilanciata ed ampliata: oltre al promontorio marchigiano, sono state proposte anche le isole Tremiti, l'Arcipelago dalmata, la Costa dei trabocchi e la spiaggia di Zunije in Montenegro.

## Geografia

### Geografia della Riviera del Conero

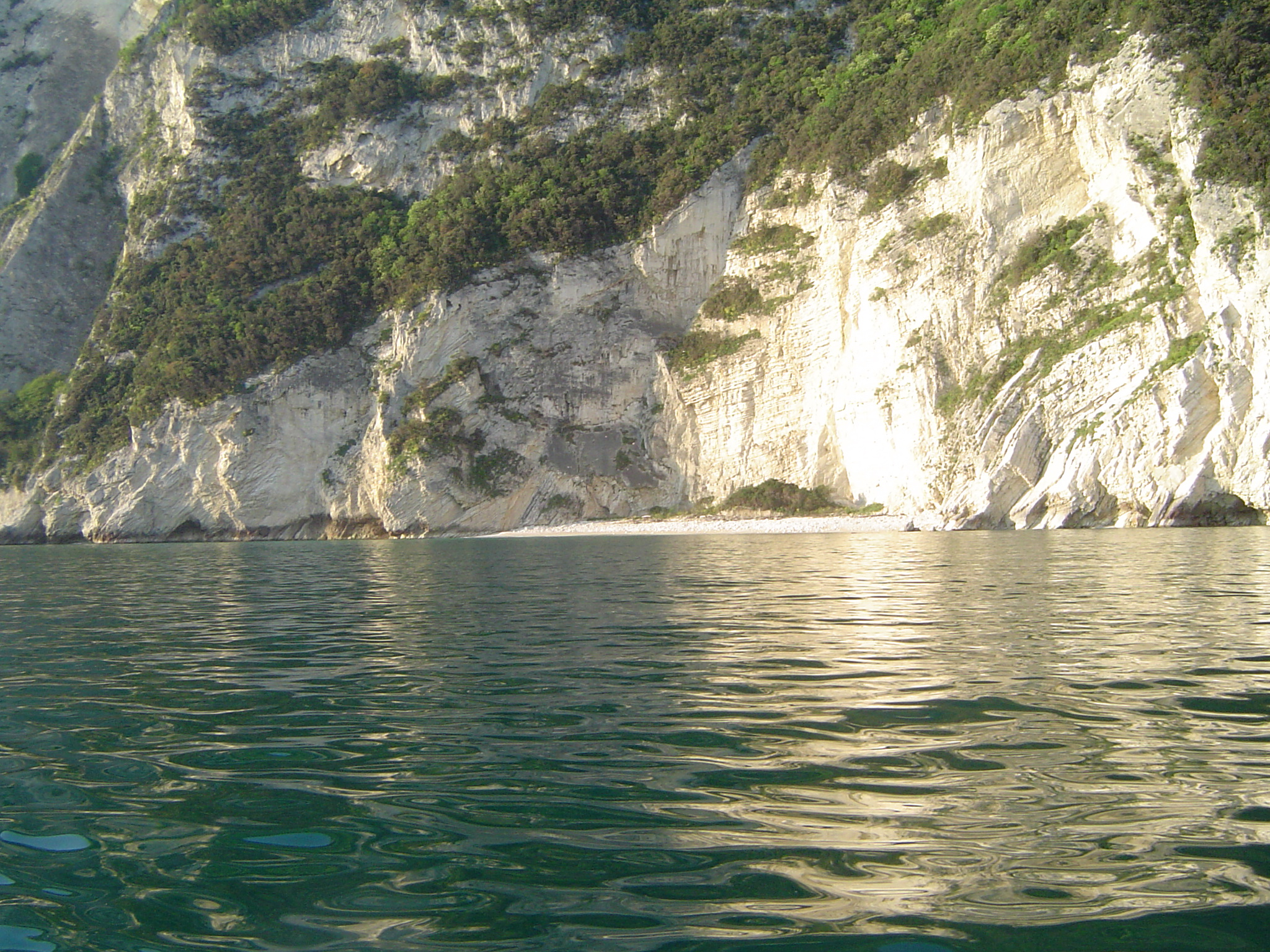
La Spiaggia dei gabbiani (o dei forni)

La Riviera del Conero si trova nelle Marche, regione dell'Italia centrale. È caratterizzata da venti chilometri di costa alta, frastagliata e rocciosa, sottostanti un promontorio che interrompe a metà la lunga fascia di coste basse e rettilinee del litorale adriatico che, con poche eccezioni, da Monfalcone (Venezia Giulia) arriva fino a Peschici (Gargano). L'orografia è dominata dal promontorio del Conero, il suo nucleo centrale è l'omonimo monte; il resto del territorio è occupato da colline. I corsi d'acqua principali confluiscono tutti nell'fiume Aspio, affluente del fiume Musone, la cui foce è il confine meridionale della riviera.
I comuni che ne fanno parte sono quattro; da nord a sud essi sono: Ancona, Sirolo, Numana, i cui territori costituiscono il promontorio del Conero e la riviera vera e propria, Camerano nel versante interno del monte. Sono gli stessi quattro comuni che sono interessati dal Parco regionale del Conero.
Sotto il Monte Conero, a picco sul mare, si trova tutta una serie di spiagge a ciottoli bianchi, baie, grotte marine e boschi che si affacciano sull'Adriatico.
Le spiagge più note della Riviera del Conero sono, da nord a sud:

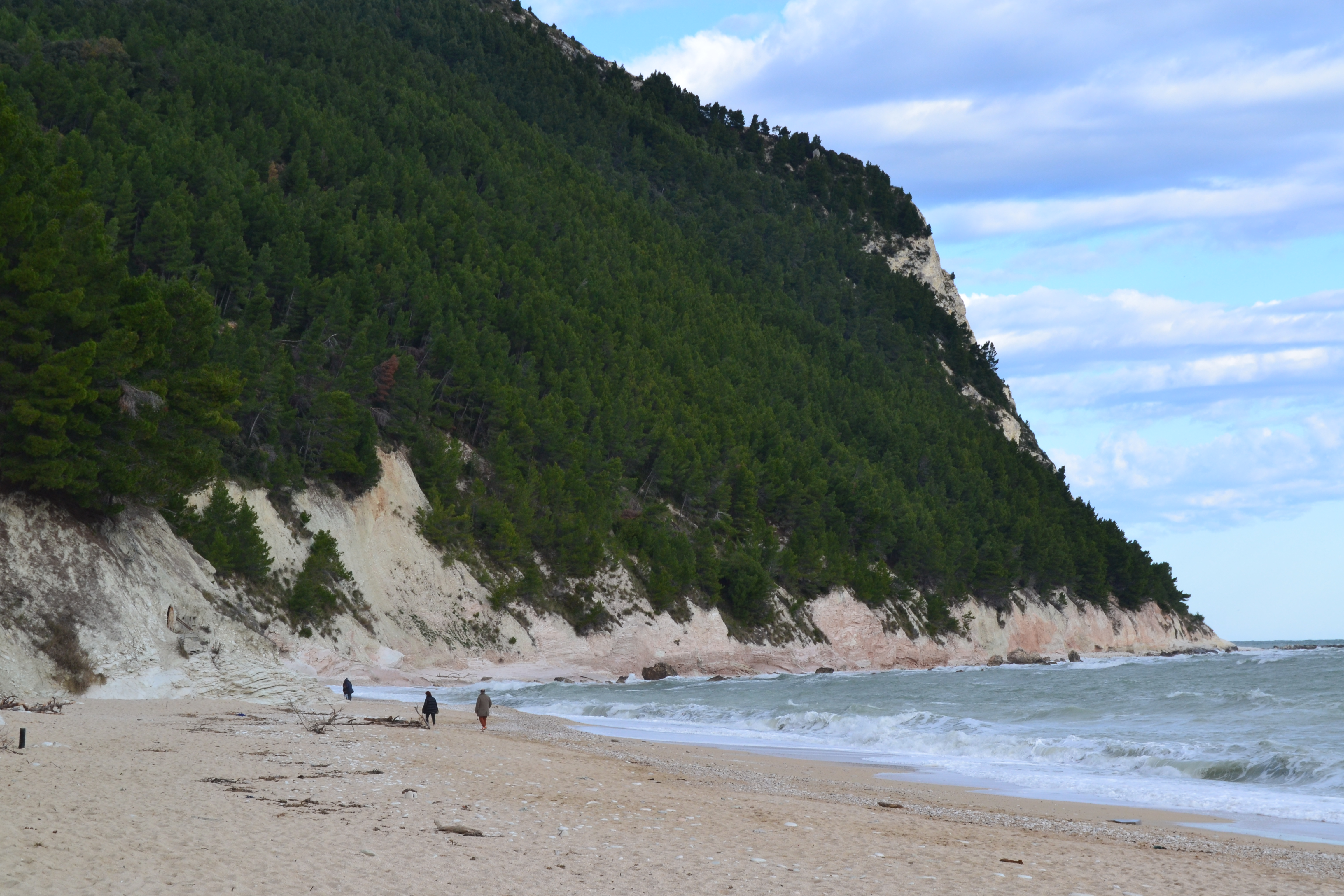
Monte Conero e la spiaggia dei sassi neri - Scatto invernale

- Comune di Ancona
  - Il Passetto
  - Spiaggia del Trave
  - Mezzavalle
  - Portonovo
  - Spiaggia della Vela
  - Spiaggia dei Sassi Bianchi
- Comune di Sirolo
  - Spiaggia dei Gabbiani
  - Spiaggia delle Due Sorelle
  - Spiaggia dei Sassi Neri
  - Spiaggia di San Michele
  - Spiaggia Urbani
- Comune di Numana
  - Spiaggiola di Numana
  - Spiaggia dei Frati
  - Spiaggia di Numana bassa
  - Marcelli

### Geografia dei comuni dell'associazione turistica "Riviera del Conero e colli dell'infinito"
Oltre ai quattro della riviera del Conero propriamente detta (Ancona, Sirolo, Numana, Camerano), fanno parte della associazione turistica "Riviera del Conero e colli dell'infinito" altri dodici comuni. Le municipalità in tutto sono quindi sedici; cinque comuni si affacciano sul mare, undici si trovano nel primo entroterra.
Si affacciano sul mare Ancona, Sirolo, Numana, Porto Recanati e Potenza Picena, con la sua frazione di Porto Potenza.
Si trovano invece nell'entroterra collinare Camerano, Recanati, Loreto, Castelfidardo, Osimo, Filottrano, Montefano, Offagna, Agugliano, Polverigi e Santa Maria Nuova.
Oltre alle spiagge situate sul promontorio, elencate nel capitolo precedente, nel territorio dell'associazione se ne trovano altre, il cui paesaggio è dominato dalla sagoma del Conero e dei suoi boschi. Esse sono:
- Comune di Porto Recanati 
  - Spiaggia di Scossicci
  - Spiaggia del centro
  - Spiaggia della Pineta
- Comune di Potenza Picena 
  - Spiaggia di Porto Potenza

Galleria di panorami della costa (da nord a sud)

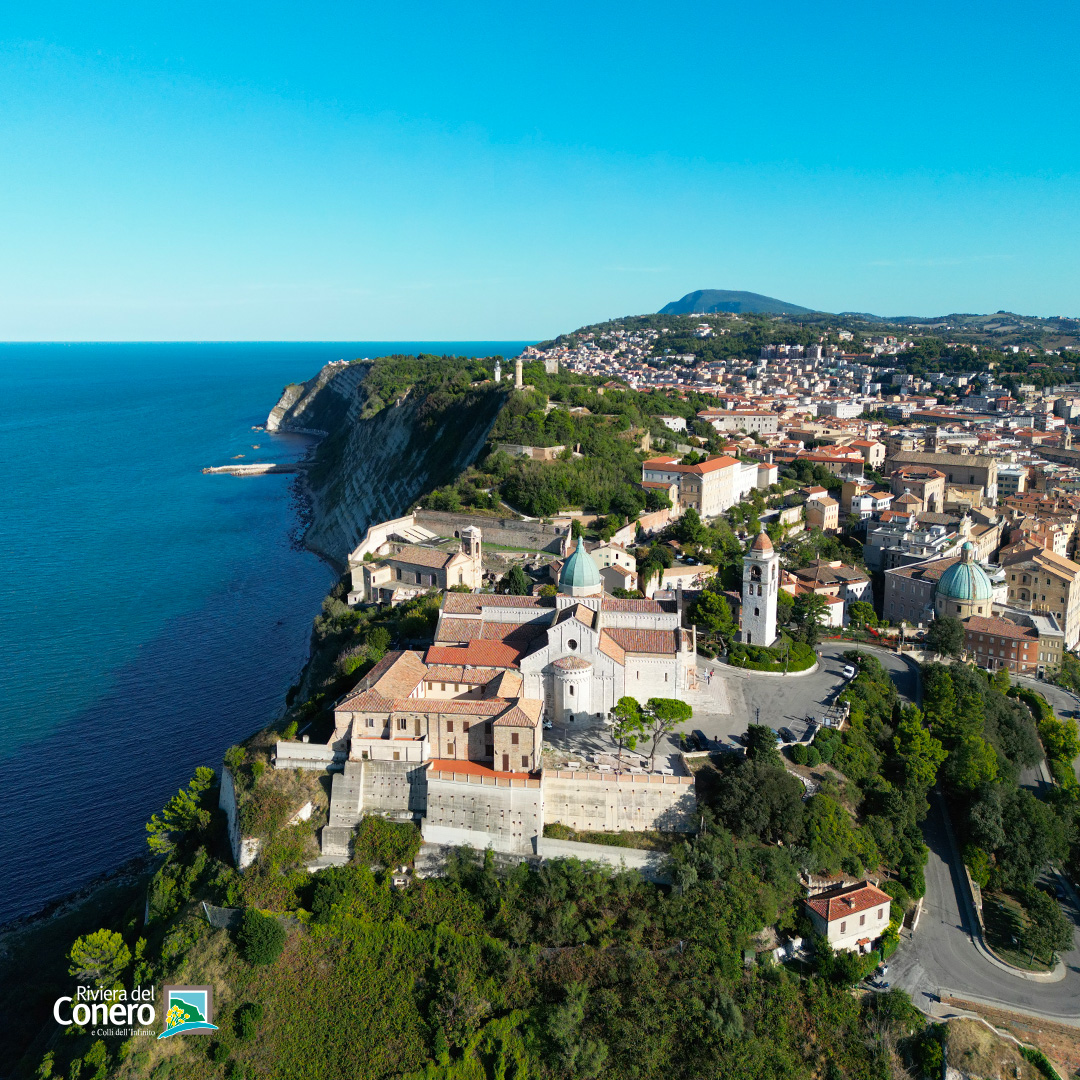
Duomo e falesie di Ancona.
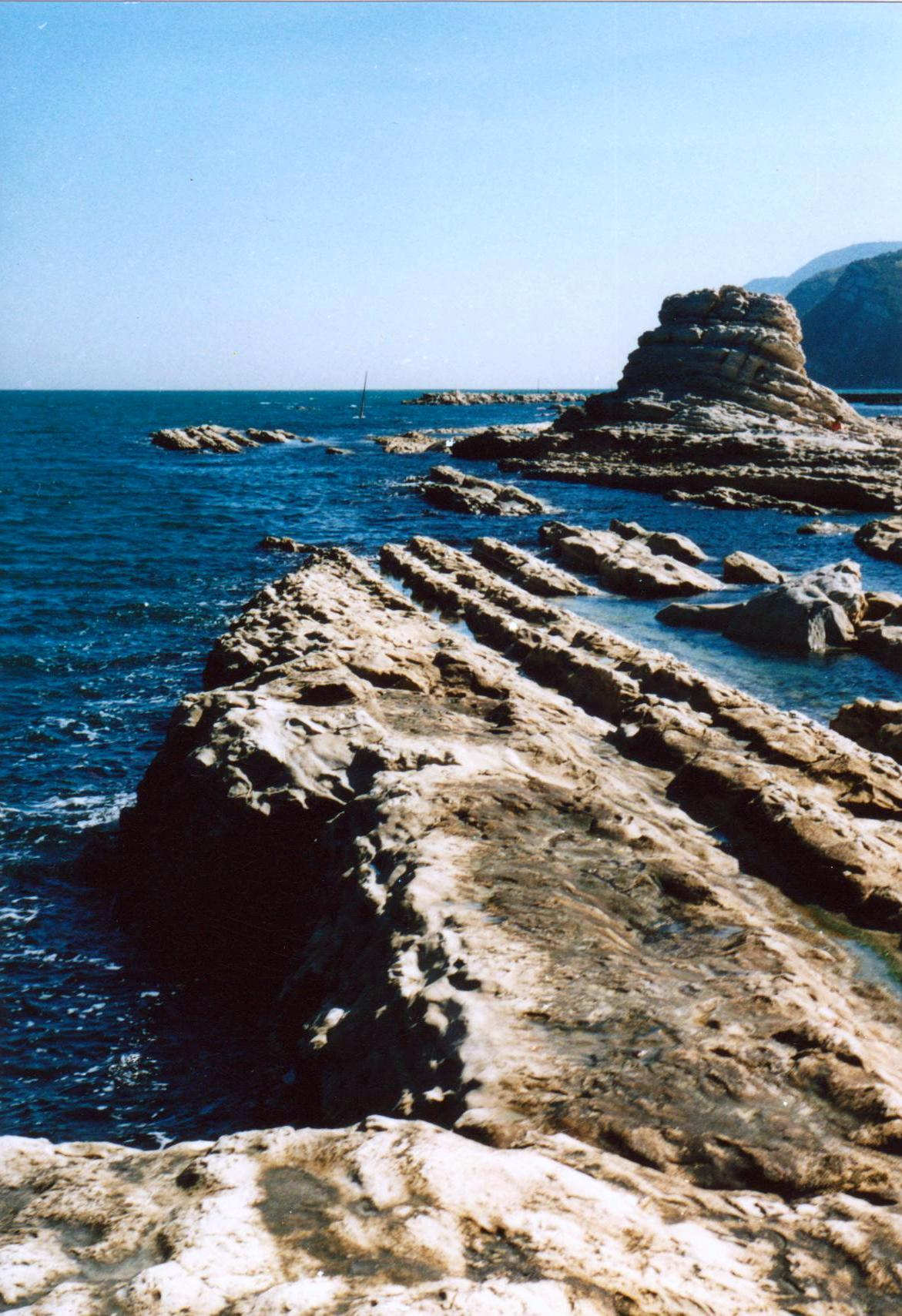
Ancona: scogli del Passetto; sullo sfondo si intravede la sagoma di Monte Conero
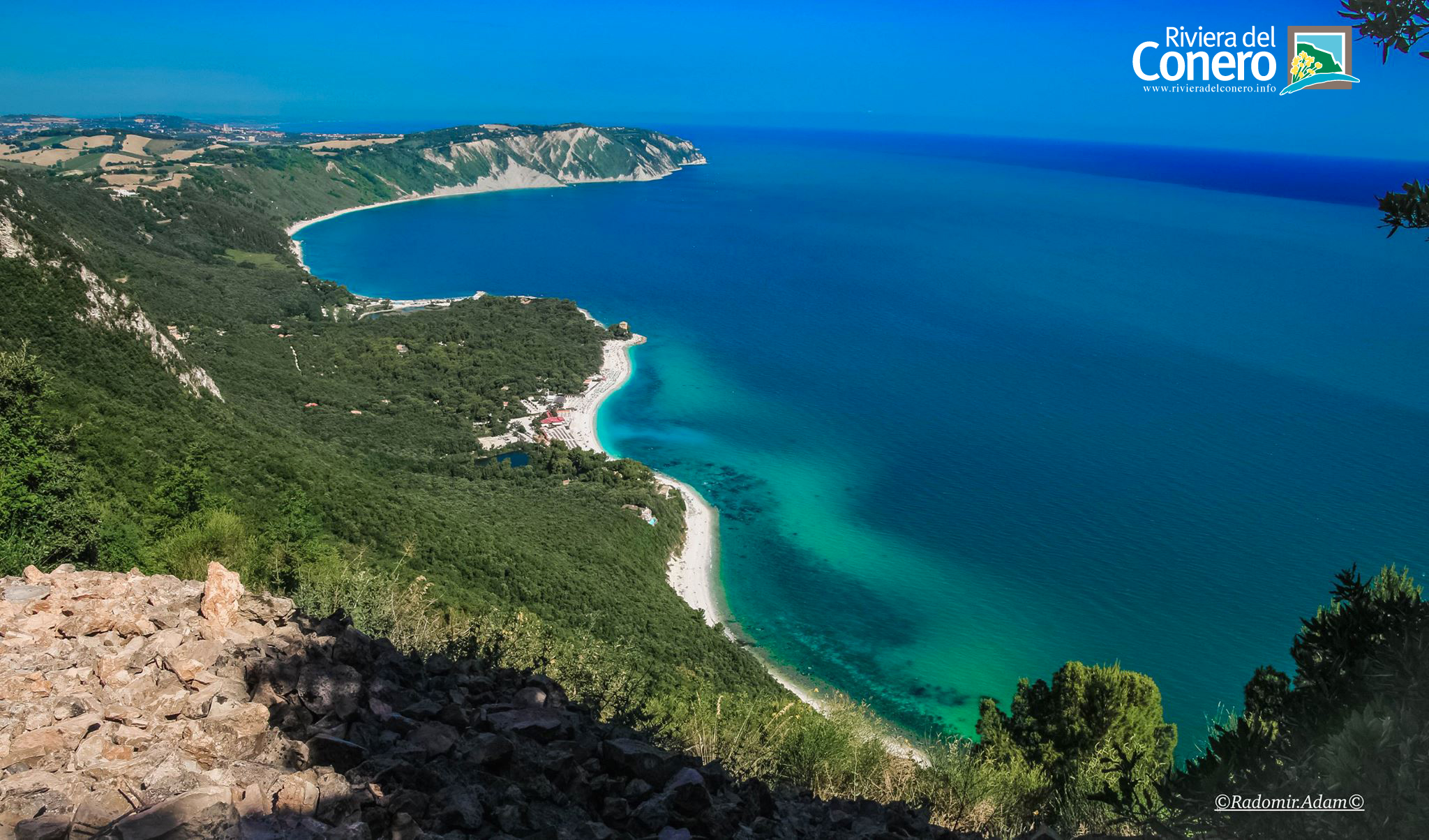
Vista dalla Lama rossa di Monte Conero: in primo piano Portonovo, in secondo piano la spiaggia di Mezzavalle e sullo sfondo il promontorio di Ancona.
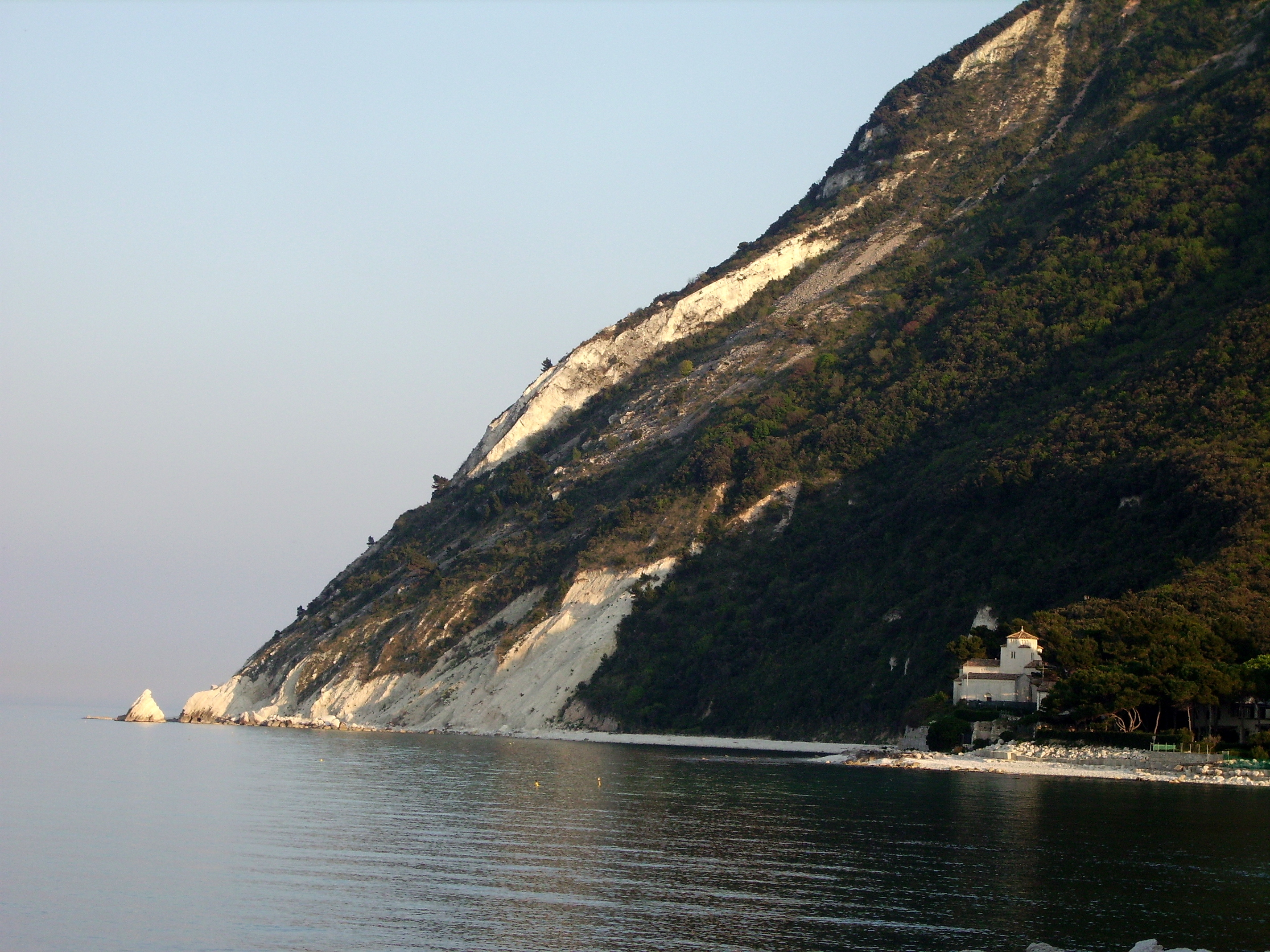
Chiesa di Santa Maria di Portonovo e lo scoglio della Vela
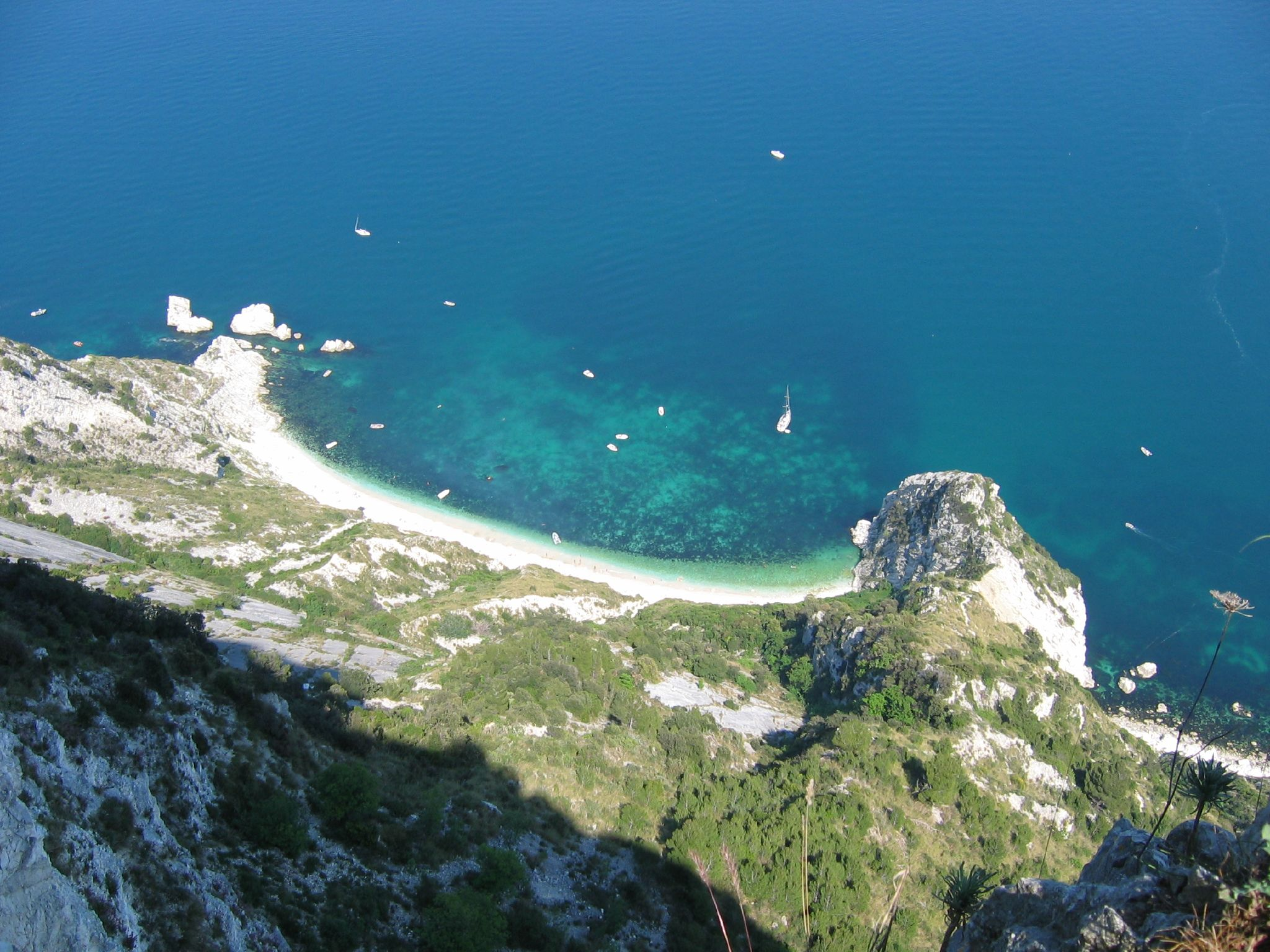
La spiaggia delle Due Sorelle vista dal Belvedere sud di Monte Conero.
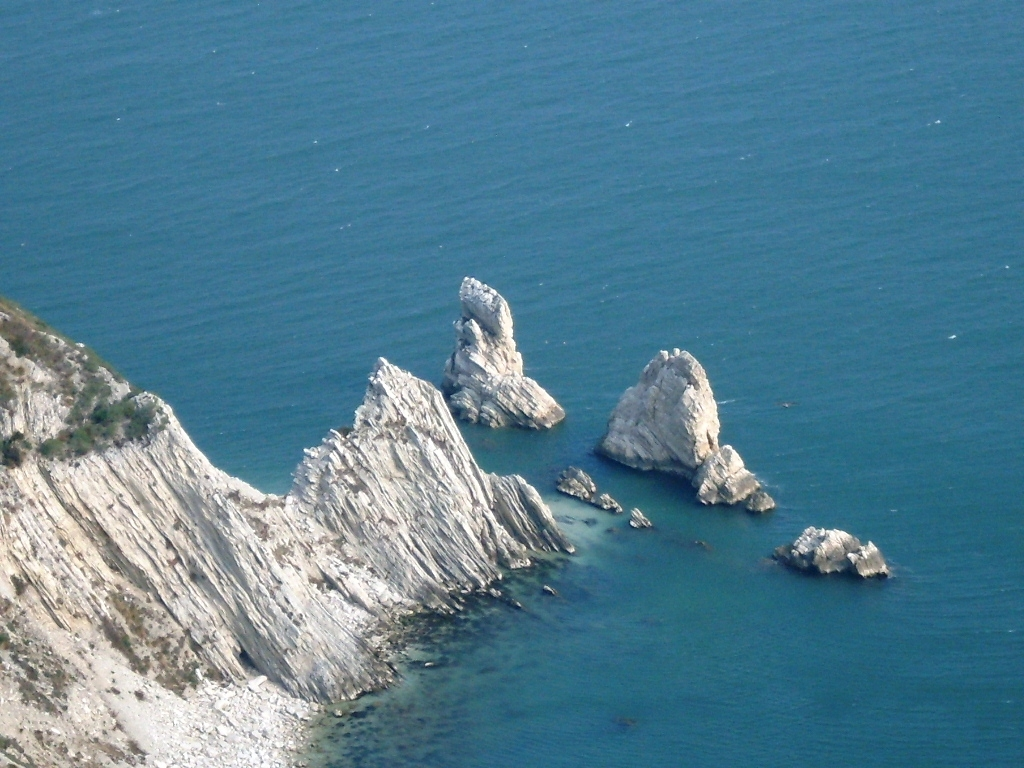
Gli scogli delle Due Sorelle visti dal Passo del Lupo.
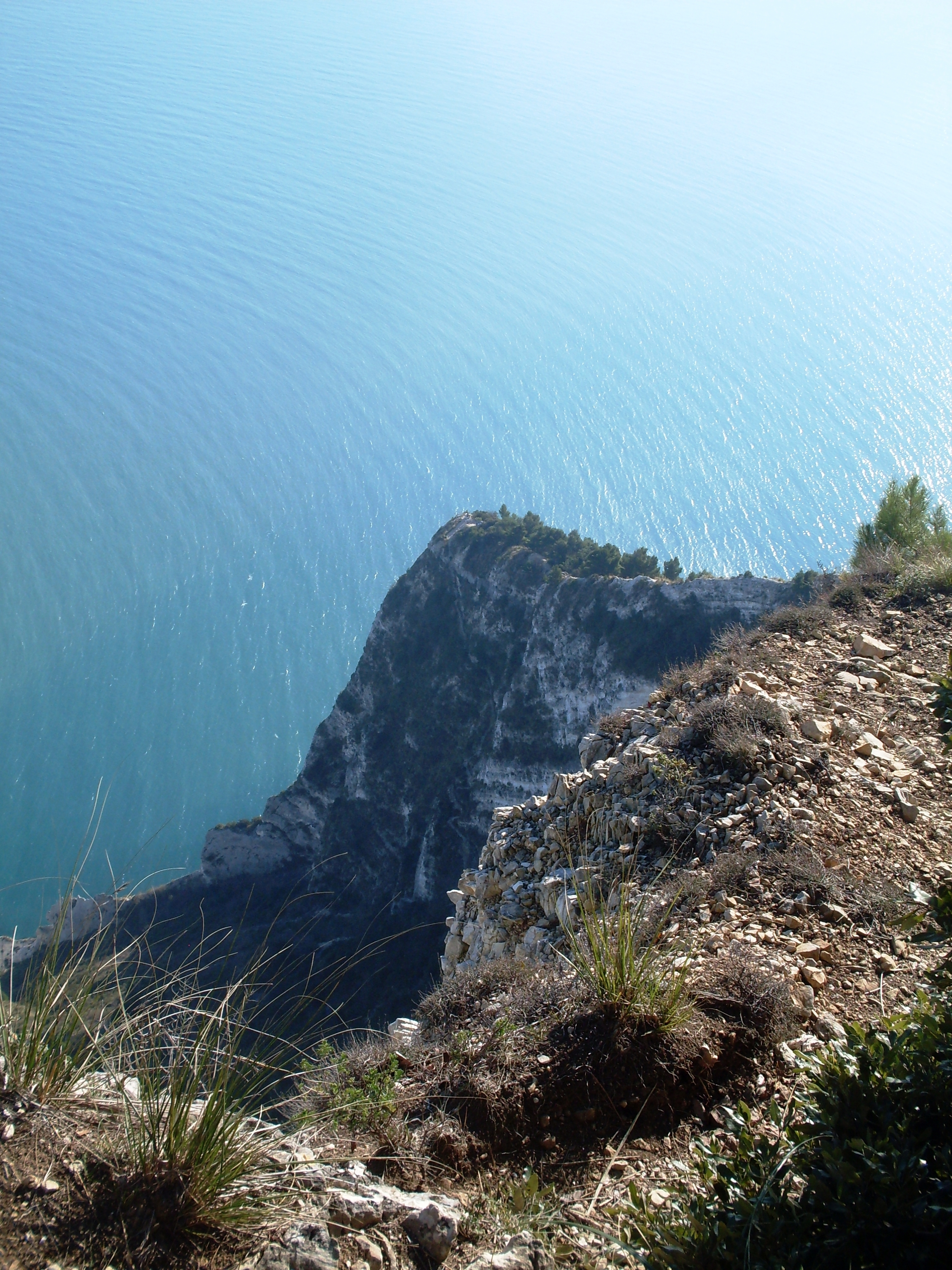
Il Passo del Lupo
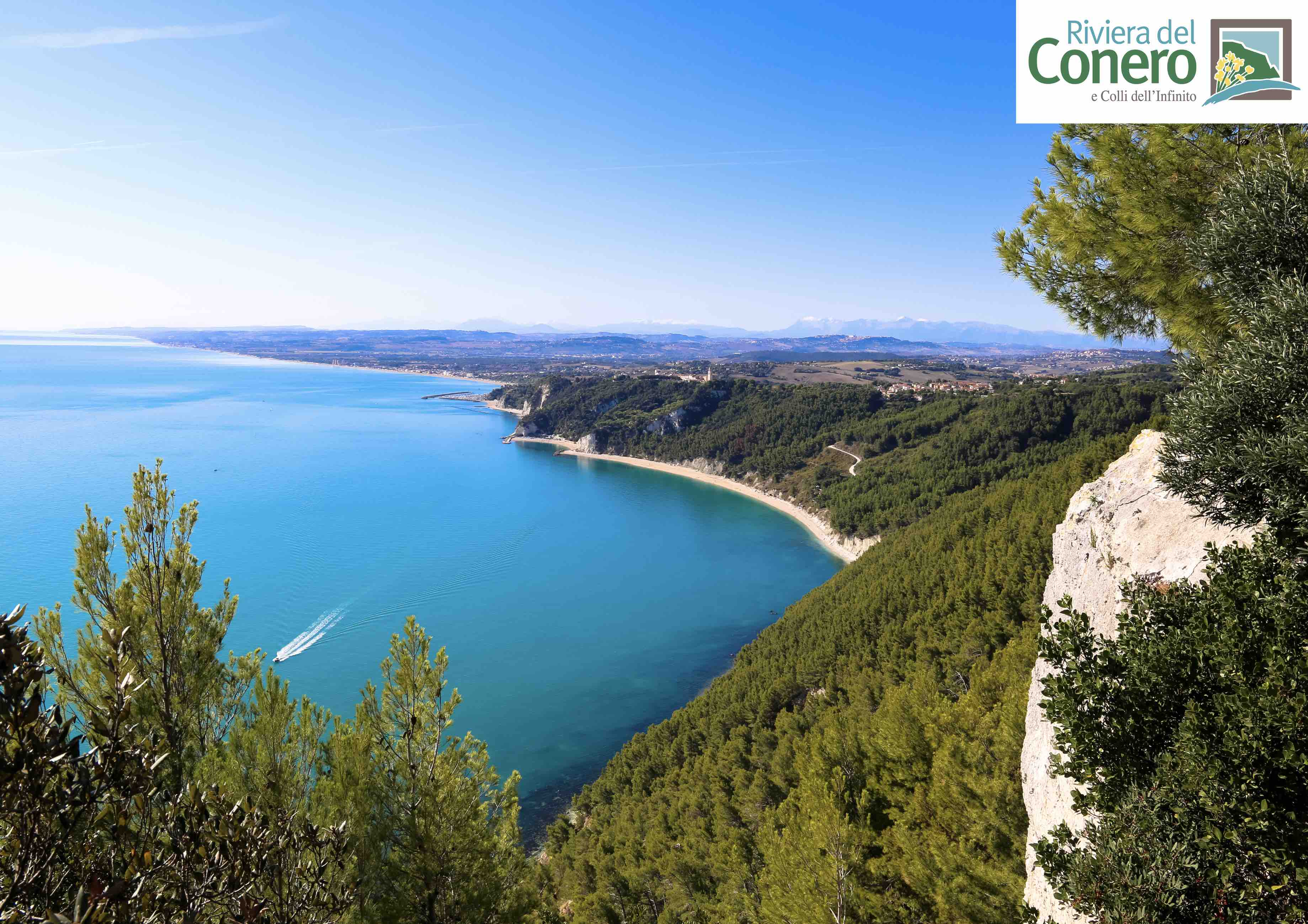
Le spiagge di Sirolo viste dal Passo del Lupo; sullo sfondo i Sibillini
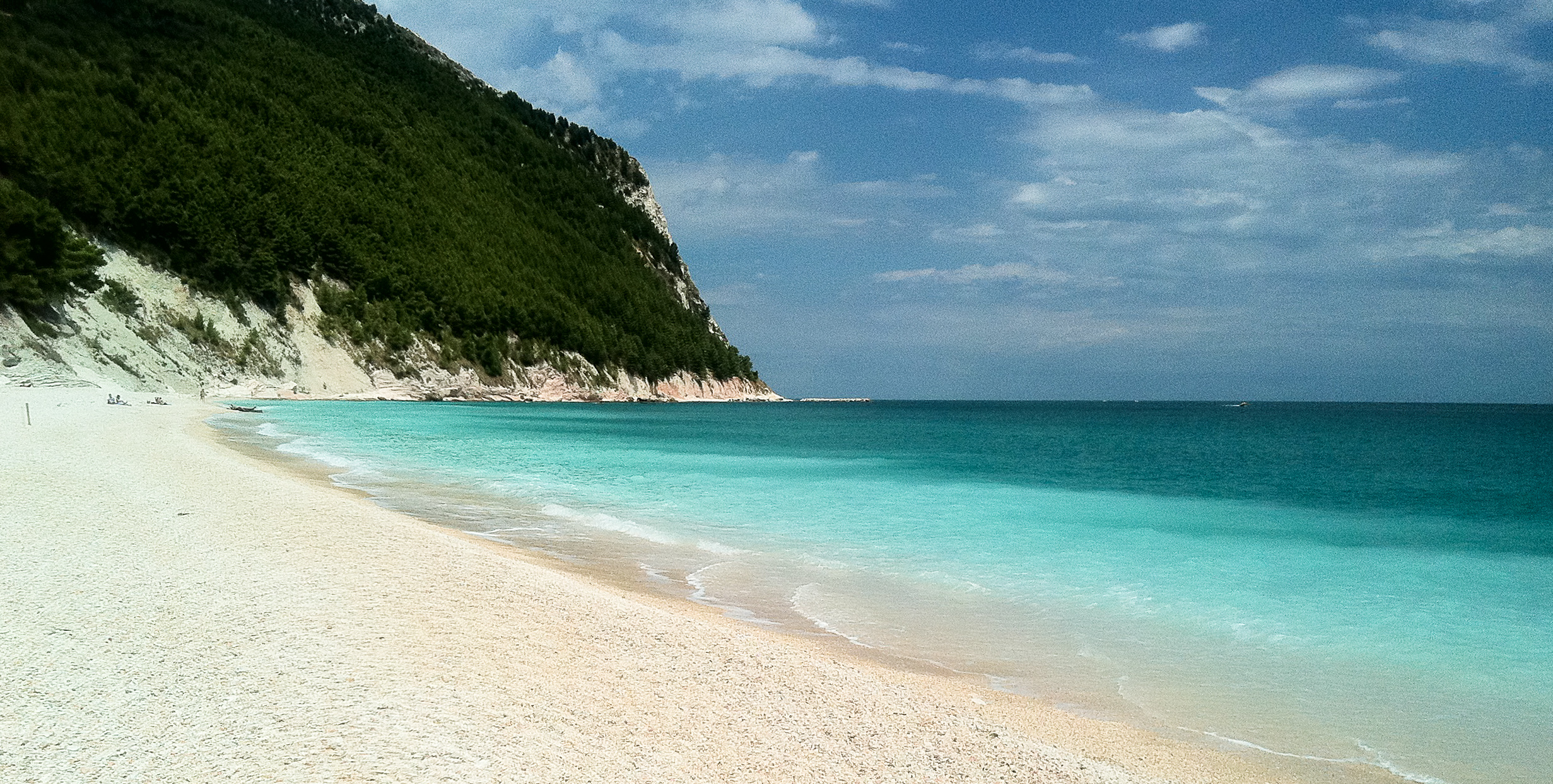
Sirolo: la spiaggia dei Sassi Neri; sullo sfondo la punta del Monte .
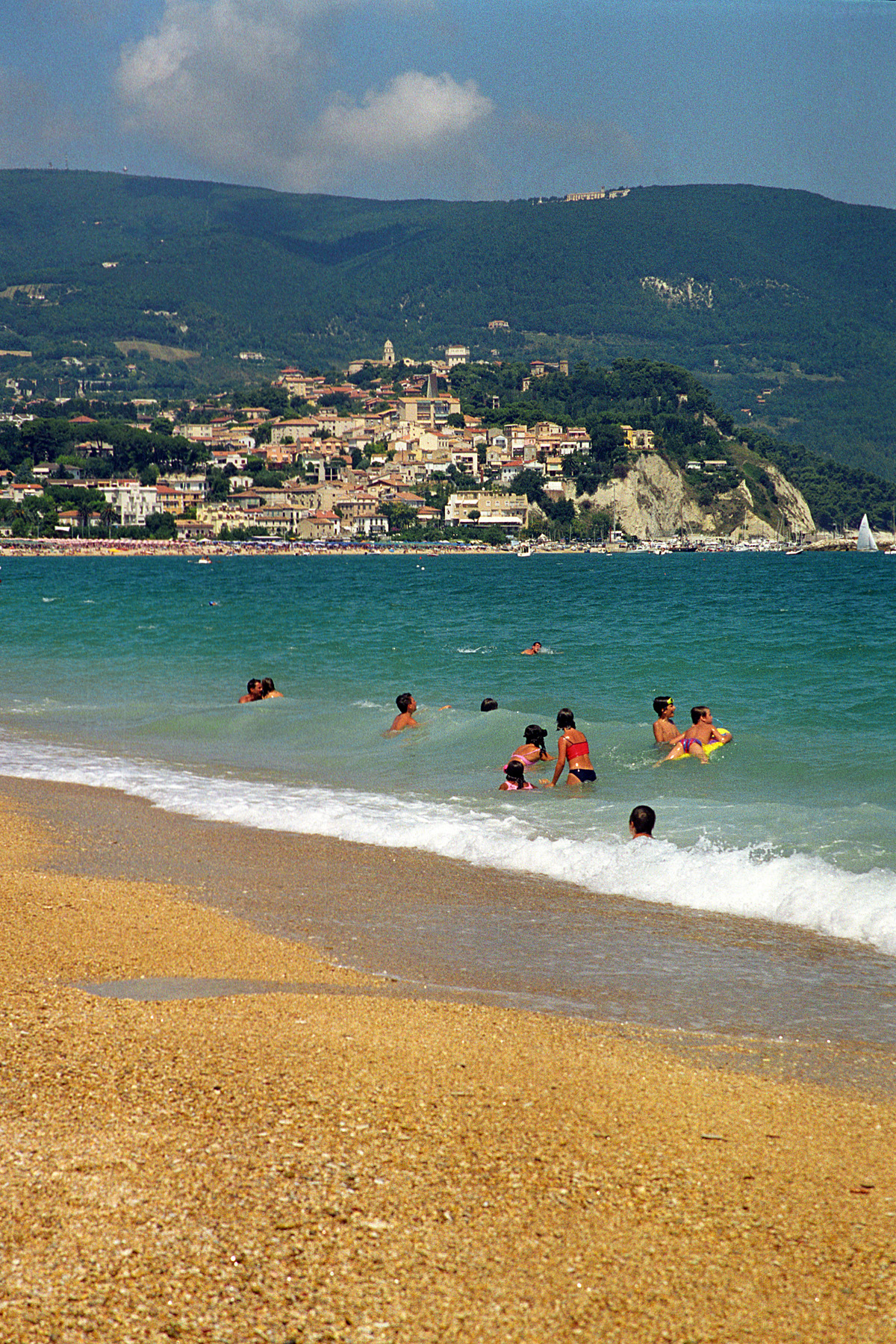
Spiaggia di Marcelli; sullo sfondo Numana e Sirolo e, sul Conero, la Badia di San Pietro al Conero

## Luoghi di interesse naturalistico
Il monte Conero vanta ben 5800 ettari destinati a parco naturale (Parco regionale del Conero), per lo più rivestiti di boschi rigogliosi, vigneti ed uliveti. I boschi sono costituiti da macchia mediterranea e sono caratterizzati dalla presenza di corbezzoli (dal cui nome greco - kòmaros - si fa derivare il toponimo "Cònero"); abbondanti sono anche i lecci, i pistacchi selvatici, i lentischi, i ginepri rossi e le ginestre.
Data la conformazione collinare e montuosa del territorio, la riviera è ricca di punti panoramici:
- piazzale del Duomo ad Ancona
- Faro vecchio ad Ancona
- Pineta del Passetto ad Ancona
- belvedere su Portonovo
- Piano di Stiano al Poggio
- Belvedere nord di Monte Conero
- Pian dei Raggetti
- Belvedere sud di Monte Conero
- Il Passo del Lupo, sul sentiero che conduce alle Due Sorelle
- belvedere di Camerano
- belvedere di Sirolo
- Pincio di Numana

## Monumenti e musei

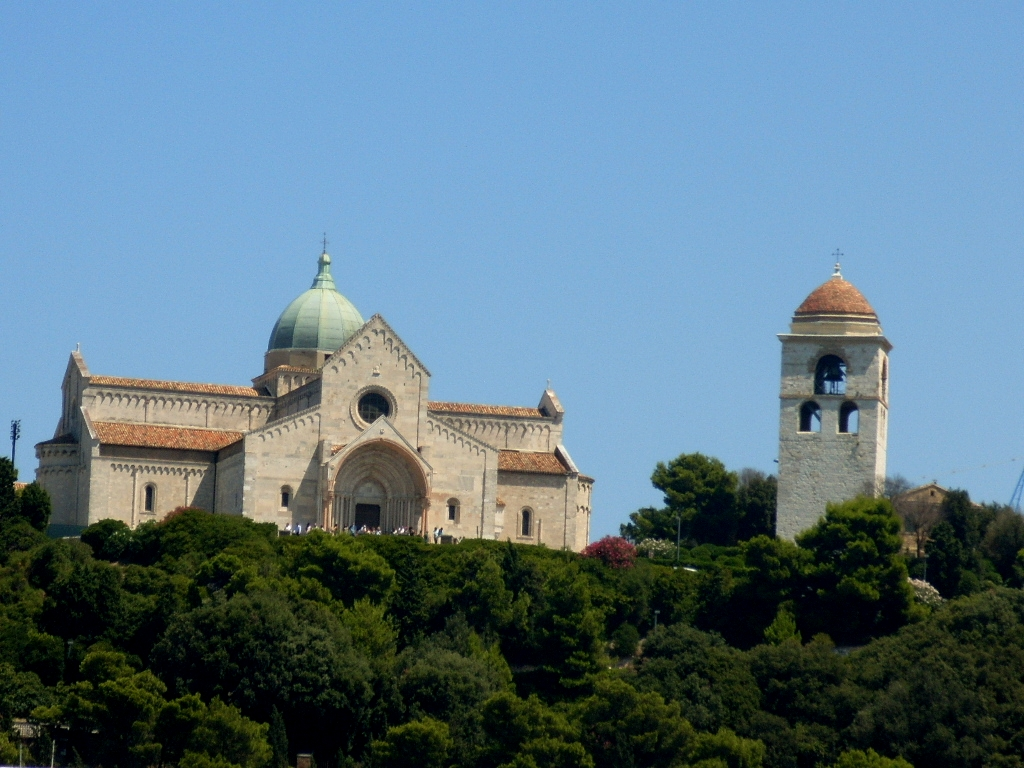
Il Duomo di Ancona.

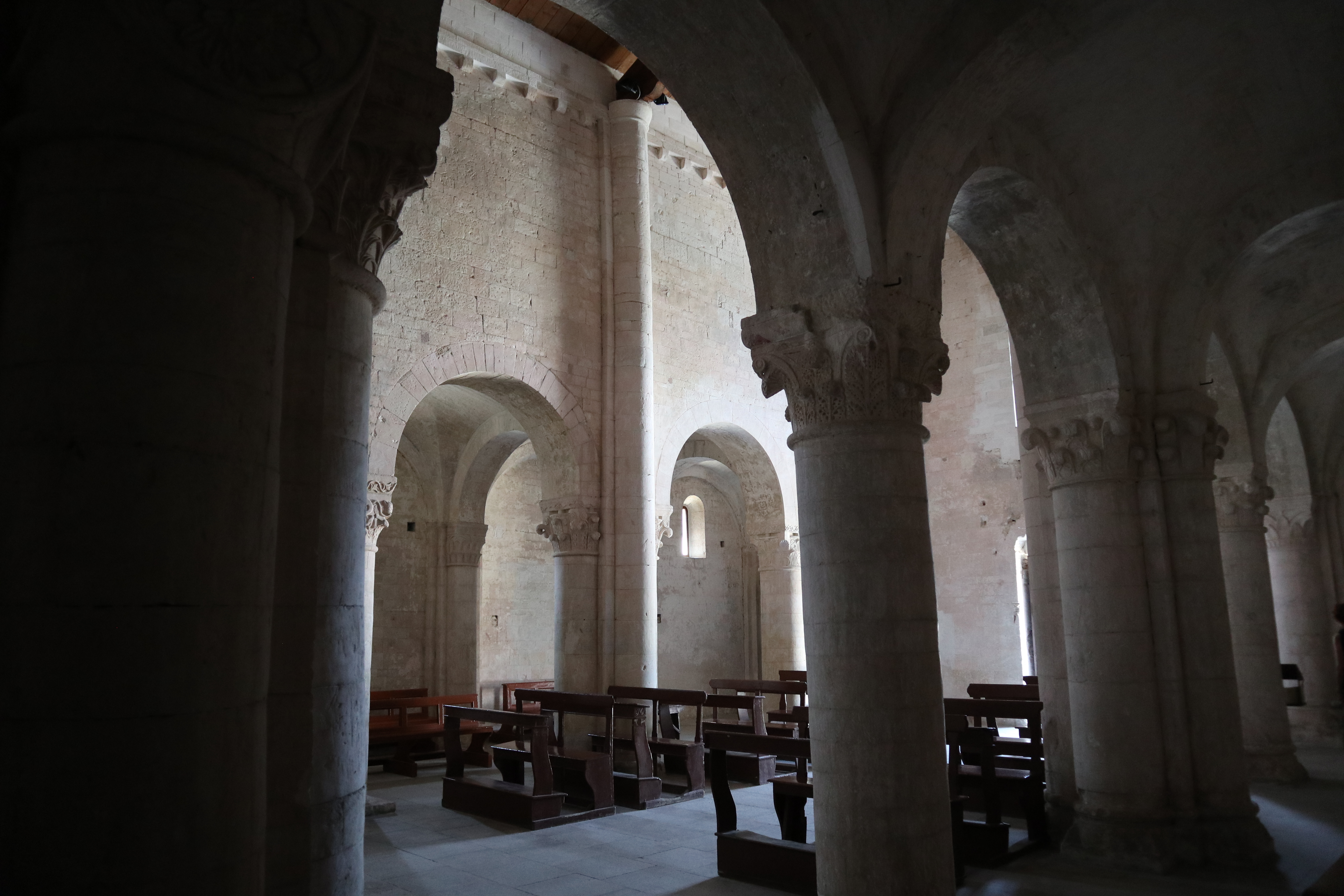
La Badia di San Pietro al Conero.

### Riviera del Conero
La Riviera del Conero è costellata da numerose attrazioni storiche ed artistiche: città d'arte, musei, rocche, fortezze, complessi religiosi. Si citano qui i principali nuclei di interesse storico-artistico.
- Città d'arte
  - Ancona
- Musei
  - Museo archeologico nazionale delle Marche ad Ancona
  - Pinacoteca civica Francesco Podesti ad Ancona
  - Museo Omero ad Ancona
  - Museo Diocesano ad Ancona
  - Antiquarium di Numana
- Chiese medievali
  - Duomo di Ancona
  - Chiesa di Santa Maria della Piazza ad Ancona
  - Badia di San Pietro al Conero, nel comune di Sirolo
  - Chiesa di Santa Maria di Portonovo
- Altre testimonianze storico-artistiche
  - Fortino Napoleonico a Portonovo
  - Torre di Guardia a Portonovo
  - Castelli di Ancona
  - Grotte di Camerano
  - centro storico di Sirolo

### Associazione turistica "Riviera del Conero e colli dell'infinito"
- Città d'arte
  - Osimo
  - Loreto
  - Recanati
- Musei

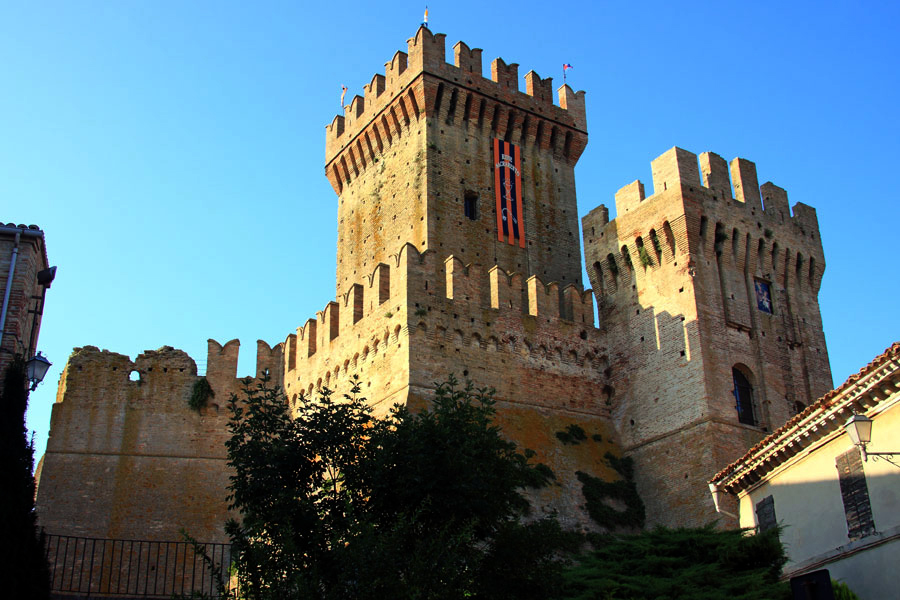
La Rocca di Offagna

  - Pinacoteca del Palazzo Apostolico a Loreto
  - Museo internazionale della fisarmonica a Castelfidardo
- Chiese
  - Basilica della Santa Casa di Loreto
  - Duomo di Osimo
  - Santuario di Campocavallo
- Altri nuclei di interesse
  - Rocca di Offagna
  - Camminamenti di ronda della basilica della Santa Casa a Loreto
  - Monumento nazionale delle Marche a Castelfidardo

Panorami della zona collinare

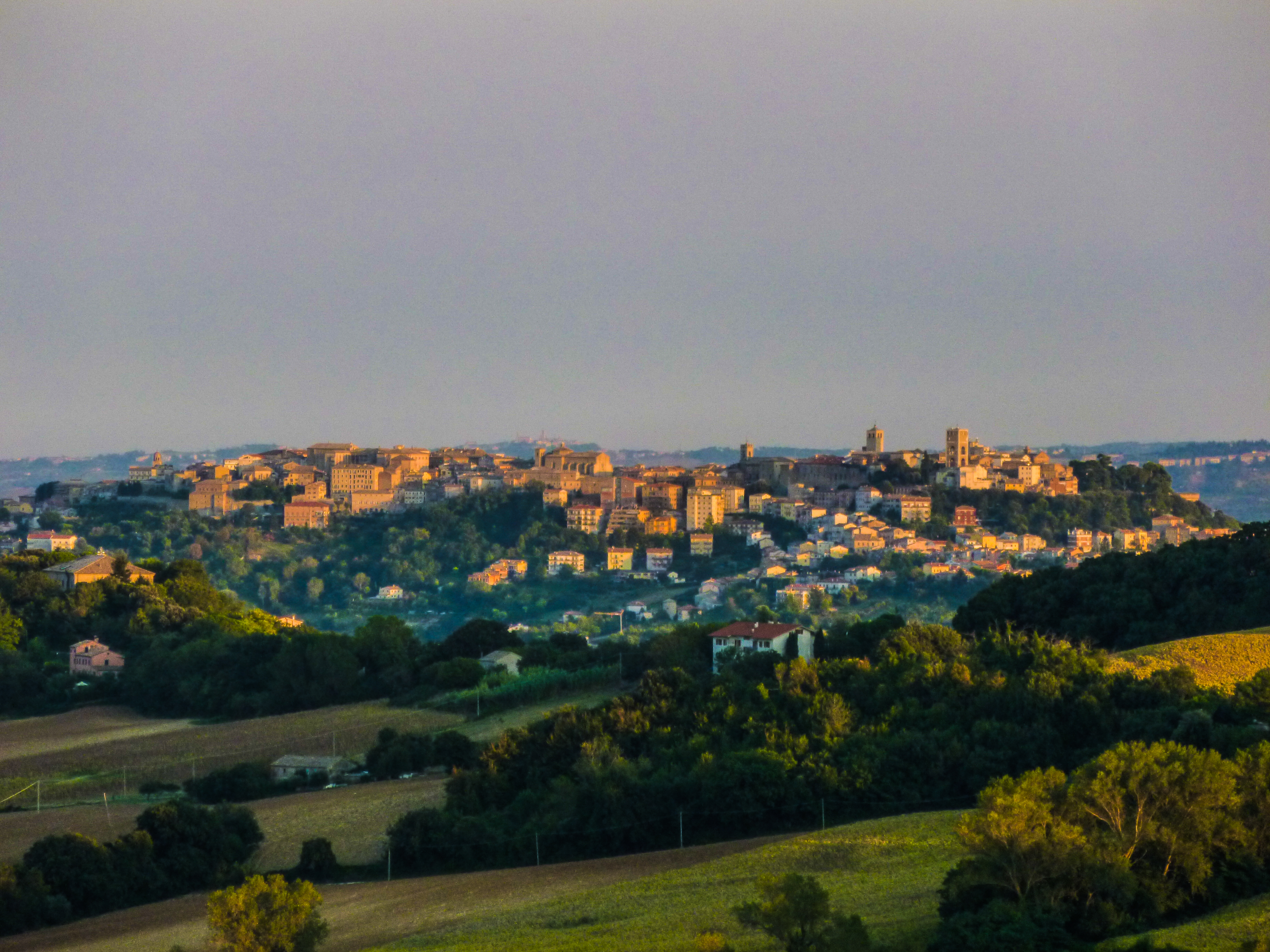
Osimo vista dalla valle dell'Aspio
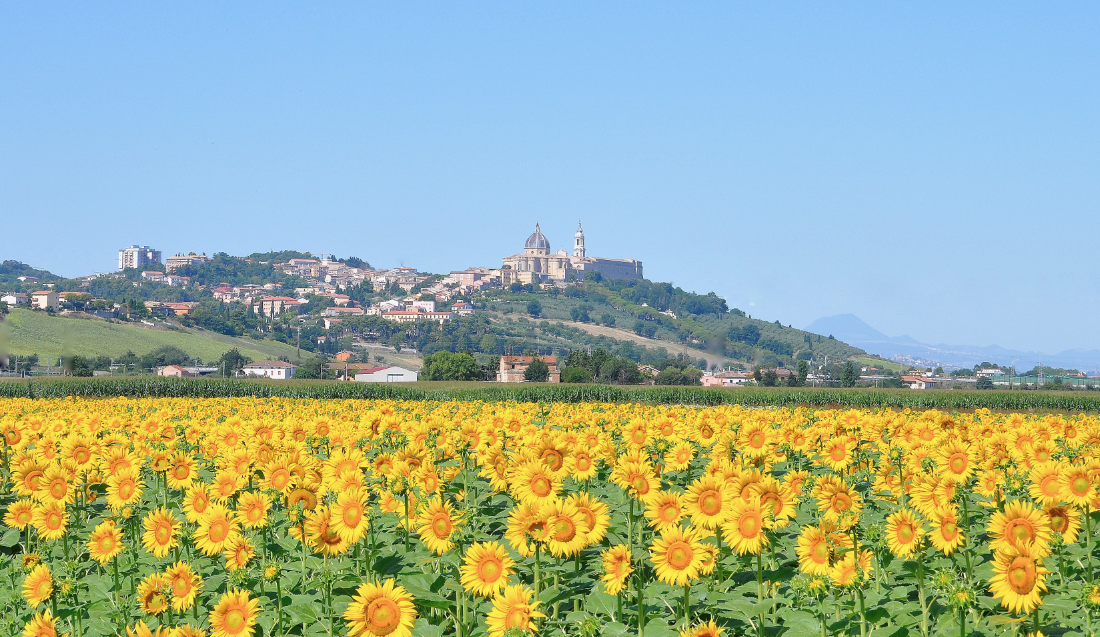
Loreto visto dalla piana del Musone.
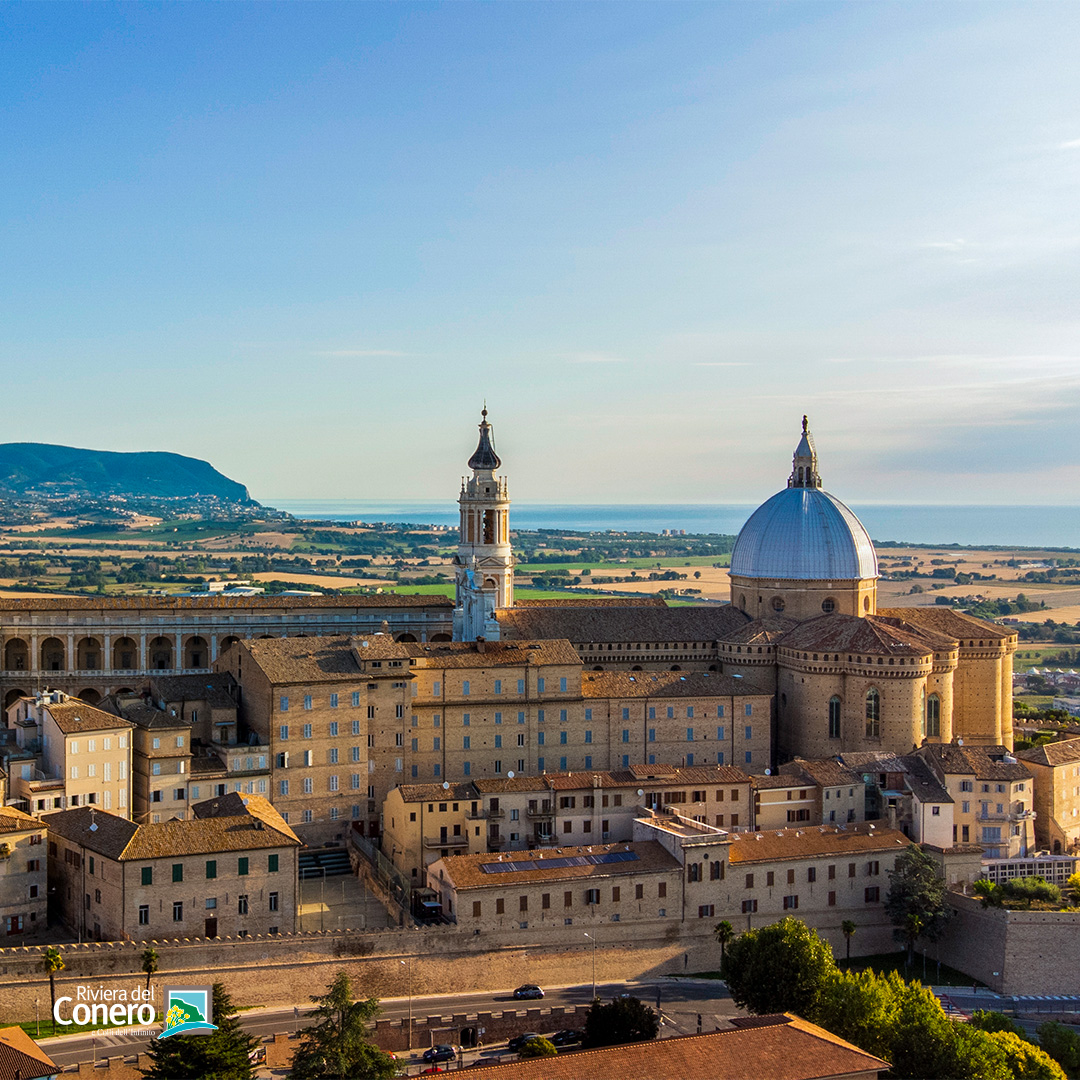
Loreto
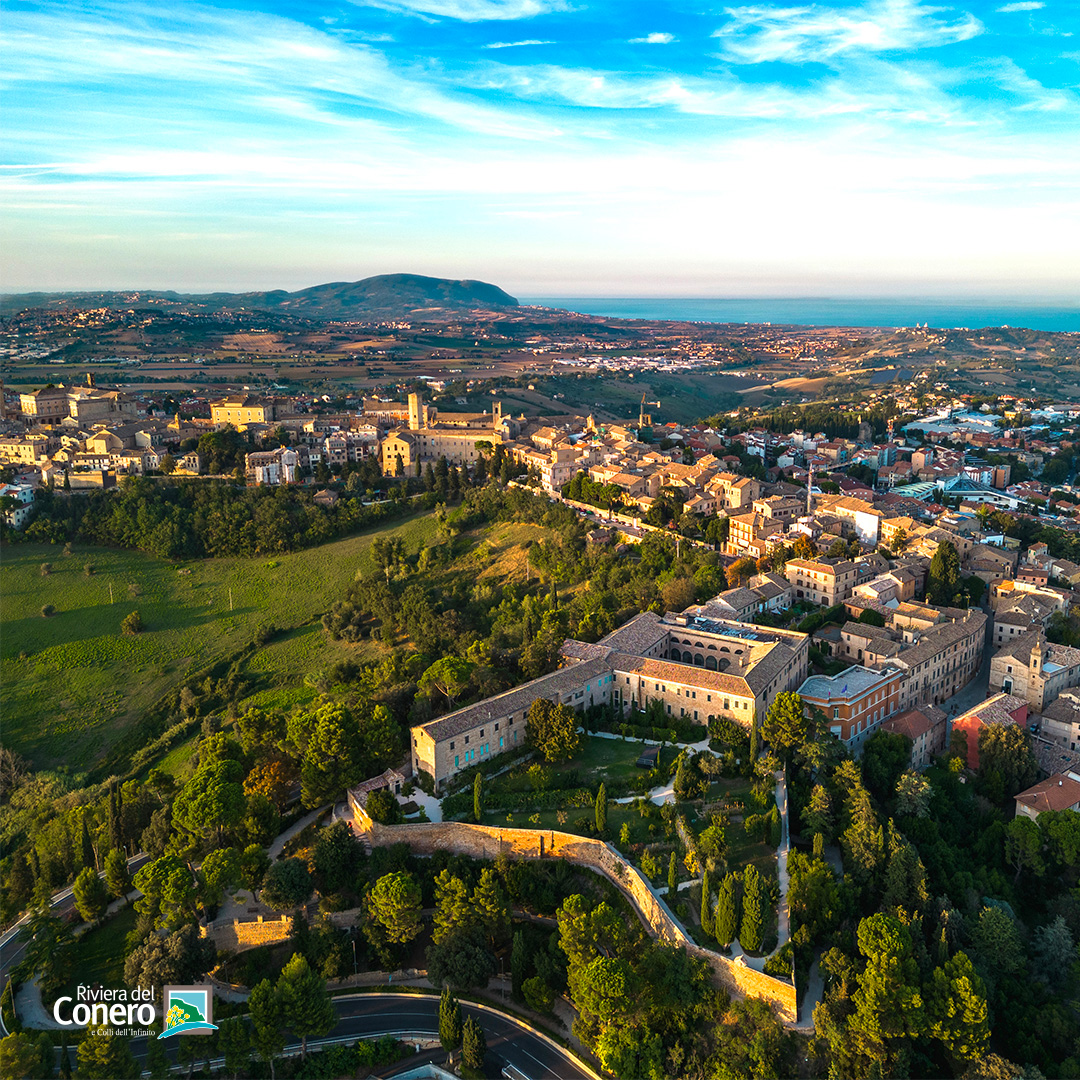
Recanati
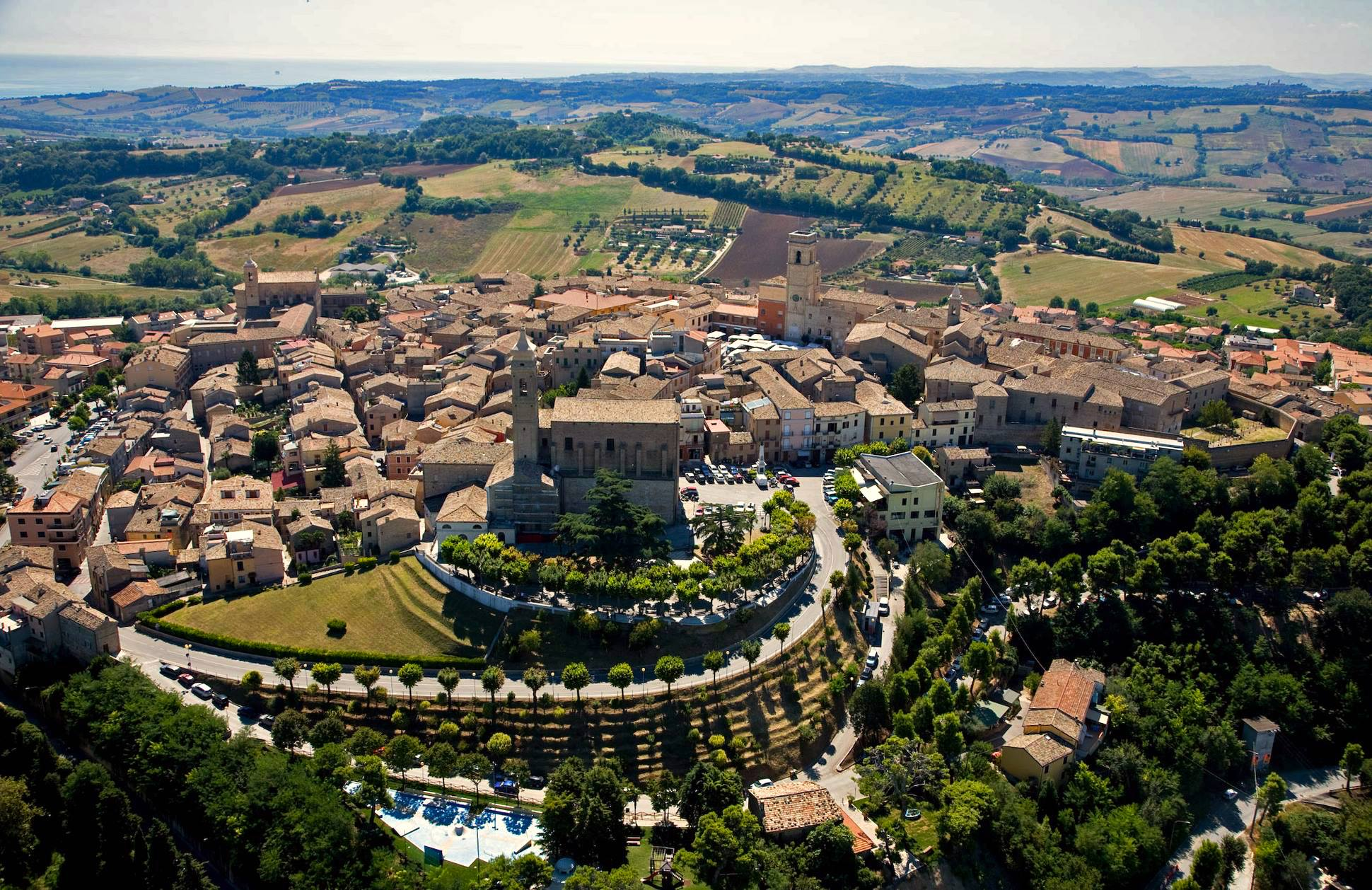
Potenza Picena